# 1533 Saimaa
1533 Saimaa је астероид главног астероидног појаса. Приближан пречник астероида је 26,13 ,
а средња удаљеност астероида од Сунца износи 3,017 астрономских јединица (АЈ).
Инклинација (нагиб) орбите у односу на раван еклиптике је 10,711 степени, а орбитални период износи 1914,498 дана (5,241 година). Ексцентрицитет орбите астероида износи 0,034.
Апсолутна магнитуда астероида износи 10,82 а геометријски албедо 0,121.
Астероид је откривен 19. јануара 1939. године.